# Veuve Clicquot
Veuve Clicquot (grundlagt i 1772 af Philippe Clicquot) er et stort fransk champagnehus eller producent af champagne. Det fremstiller et af de mest kendte champagnemærker "Den Gule Enke".
Den Gule Enke er det danske navn på en champagne med en gul etiket – på fransk hedder den Veuve Clicquot-Ponsardin.
Veuve Clicquots champagner er lavet på to tredjedele blå druer (farven sidder i druernes skaller, som fjernes, og champagnen er oftest lys og sjældnere rosé) og en tredjedel chardonnay-druer (som er grønne). De blå druer giver struktur og fylde, mens de grønne druer bidrager med smag og duft.
Champagnehuset Veuve Clicquot indstiftede prisen "årets Erhvervskvinde" i 1972 i anledning af 200-året for firmaets grundlæggelse samt til minde om Madame Clicquot Ponsardin, der som enke overtog firmaet som 27-årig.